# Guillaume Beschard
Guillaume Beschard (mort en 1385) est un ecclésiastique qui fut évêque de Saint-Brieuc de 1379 à 1385.

## Biographie
Après que l'évêque Laurent de Faye ait obtenu son transfert sur le siège épiscopal d'Avranches, le chapitre de chanoines de Saint-Brieuc élit un évêque du nom de « Guillaume » et notifie son choix à la chambre apostolique le 6 août 1379. Le doute subsiste sur son identité : s'agit-il de Guillaume Beschard trésorier de Saint-Martin de Tours désigné par Clément VII ou déjà de Guillaume Anger dont le nom n'apparaît cependant dans les documents de la curie de la papauté d'Avignon que le 7 juin 1385, ou encore d'un autre prélat relevant de l'obédience d'Urbain VI ? S'il s'agit bien de Guillaume Beschard il est donc  l'évêque de Saint-Brieuc qui ratifie le second traité de Guérande le 28 avril 1381